# Last Desire
Last Desire é o segundo álbum da banda italiana de heavy metal Mastercastle,  Foi lançado em 2010.

## Lista de canciones
1. "Event Horizon" - 04:08
2. "Misr" - 04:55
3. "Wild Spell" - 05:01
4. "Last Desire" - 03:59
5. "Away" - 04:07
6. "Space Trip" - 04:53
7. "Jade Star" - 04:40
8. "Great Heaven's Climg" - 05:24
9. "Cat-house" - 04:54
10. "Toxie Radd" - 04:49
11. "La Serenissima" - 03:15
12. "Scarlett" - 04:31

## Integrantes
- Giorgia Gueglio - Vocal
- Pier Gonella - Guitarra
- Alessandro Bissa - Bateria
- Steve Vawamas - Baixo